# Nikolaï Ouchikov
Nikolaï Ouchikov (en bulgare : Николай Учиков) est un joueur bulgare de volley-ball né le 21 février 1987 à Pazardjik (oblast de Pazardjik). Il mesure 2,07 m et joue attaquant. Il est international bulgare.

## Clubs
| Club                | De        | À         |
| ------------------- | --------- | --------- |
| Lokomotiv Sofia     | 2003-2004 | 2003-2004 |
| Levski Sofia        | 2004-2005 | 2008-2009 |
| Pallavolo Tricolore | 2009-2010 | 2009-2010 |
| Pallavolo Padoue    | 2010-2011 | 2010-2011 |
| Pallavolo Molfetta  | 2011-2012 | 2011-2012 |
| Trentino Volley     | 2012-2013 | 2012-2013 |
| VK Tioumen          | 2013-2014 | ...       |

## Palmarès
- Championnat d'Italie (1)
  - Vainqueur : 2013
- Championnat de Bulgarie (3)
  - Vainqueur : 2005, 2006, 2009
- Coupe d'Italie (1)
  - Vainqueur : 2013
- Coupe de Bulgarie (2)
  - Vainqueur : 2005, 2006
- Supercoupe d'Italie (1)
  - Vainqueur : 2013